# へびつかい座ロー星
へびつかい座ρ星（へびつかいざローせい、ρ Ophiuchi、ρ Oph）は、へびつかい座にある多重星である。その中心にある最も明るい恒星（系）は、4.6等星であり、肉眼でもみることができる。中心となる系は、年周視差は6.83ミリ秒と測定され、それに基づけば、太陽系からの距離は478光年となる。多重星の他の恒星で、年周視差が測定されているものは、それよりも近い恒星とみられる。

## 星系

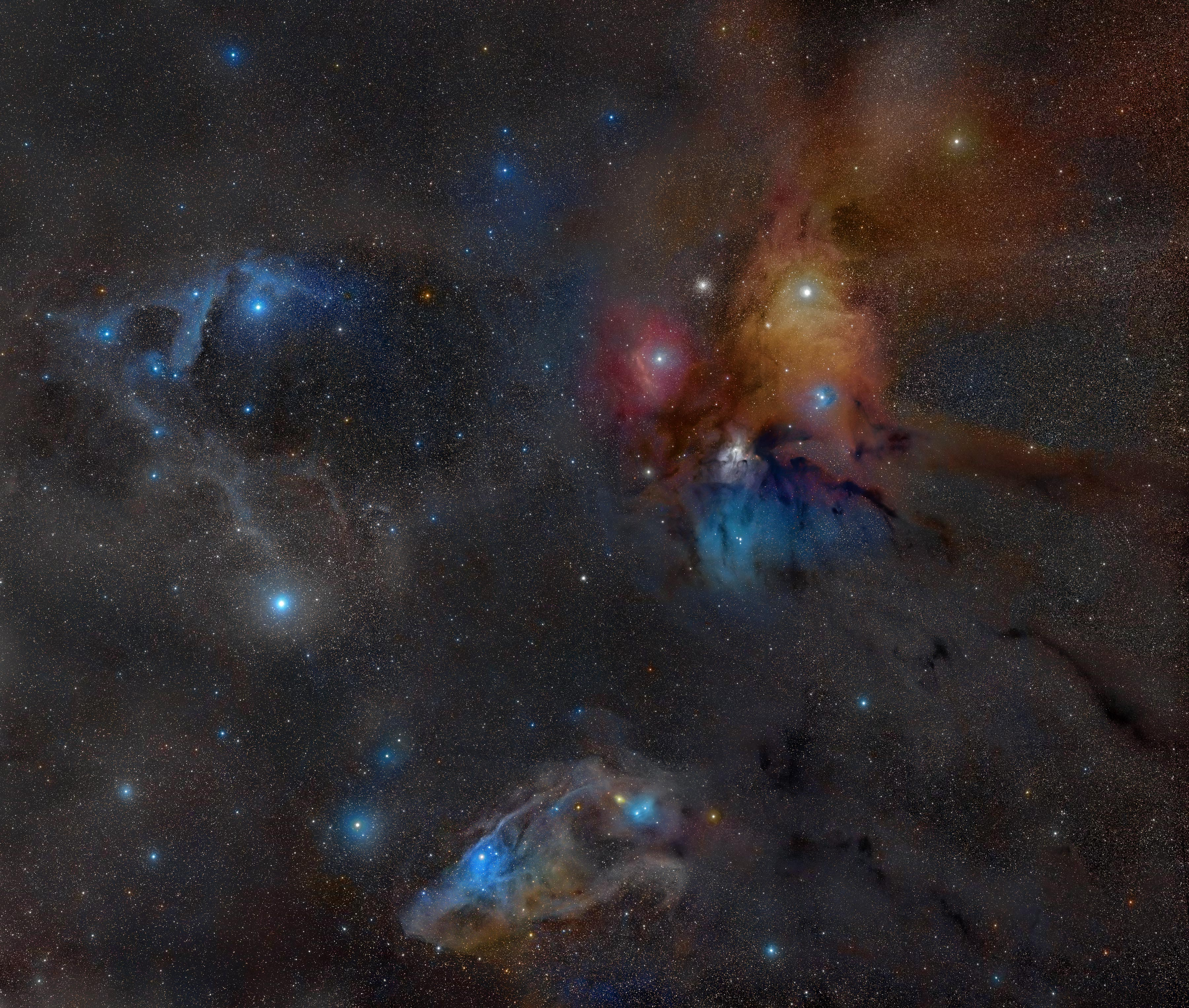
へびつかい座ρ分子雲領域（写真では下が北）。黄色い星雲中明るい恒星がアンタレス、赤い星雲中の恒星がさそり座σ星、その間にある球状星団はM4。へびつかい座ρ星は、中央右寄りの青い星雲中にある多重星。

へびつかい座ρ星は、ワシントン重星カタログではAからFまで6つの恒星を含む六重星として収録されている。AからDまでの4つの恒星は、ウィリアム・ハーシェルが記録したのが最初とされる。D星のごく近傍にE星があることは、シャーバーン・バーナムによって発見された。最も新しく見付かったF星は、補償光学を用いることで、2000年に発見された。
中心の恒星は、へびつかい座ρ星A、へびつかい座ρ星Bと呼ばれる2つの恒星からなる二重星である。この系は、少なくとも2つの青色の準巨星または主系列星からできている。A-B星系は、視覚的に分離可能な連星であり、天球上の離角は3.1秒なので、実際のA星とB星の間の距離は、450AU以上あるとみられる。A星とB星は、およそ2,400年周期で公転している。
へびつかい座ρ星ABから2.5分離れた位置にあるHD 147932は、へびつかい座ρ星Cと呼ばれる。また、2.6分離れた位置にあるHD 147888は、へびつかい座ρ星Dと呼ばれる。へびつかい座ρ星Cもまた重星で、5秒離れた位置にへびつかい座ρ星Fがある。F星は、C星とは物理的に結び付いていない、背景の恒星とみられる。へびつかい座ρ星Dから、僅か0.2秒の位置には8等星のへびつかい座ρ星Eがあり、D星とE星は連星で、その公転周期はおよそ680年と推定される。C星とD星は、どちらもB型主系列星である。
| 指標                        | 構成要素 | 構成要素 | 構成要素 | 構成要素 | 構成要素 | 構成要素    |
| 指標                        | A        | B        | C        | D        | E        | F           |
| --------------------------- | -------- | -------- | -------- | -------- | -------- | ----------- |
| 視等級                      | 5.07     | 5.74     | 7.27     | 6.81     | 8.42     | （J: 11.7） |
| スペクトル型                | B2 IV    | B2 V     | B5 V     | B5 V     |          |             |
| 視線速度 (km/s)             | -13.4    | -13.2    | -2.8     | -3.8     |          |             |
| 固有運動: 赤経 (ミリ秒/年） |          | -11.562  | -9.338   | -17.801  |          |             |
| 固有運動: 赤緯 (ミリ秒/年） |          | -34.061  | -21.943  | -16.659  |          |             |
| 年周視差 (ミリ秒)           |          | 6.8282   | 7.4733   | 10.8982  |          |             |
| 半径 (R☉)                   | 4.5      |          | 3.0      | 2.8      |          |             |
| 質量 (M☉)                   | 8.2      |          | 3.78     | 5.29     | 2.97     |             |
| 表面重力 log g (cgs)        | 4.0      | 4.30     | 4.26     | 4.20     |          |             |
| 自転速度 (km/s)             | 206      | 223      | 153      | 153      |          |             |
| 光度 (L☉)                   | 4,070    | 6,300    | 790      | 790      |          |             |
| 表面温度 (K)                | 22,000   | 23,400   | 17,800   | 17,400   |          |             |
| 色指数 B-V                  | 0.232    | 0.232    | 0.298    | 0.305    |          |             |
| 色指数 U-B                  | -0.585   | -0.585   | -0.358   | -0.349   |          |             |
| 年齢 (×106 年)              | 15.3     |          |          |          |          |             |

## 分子雲

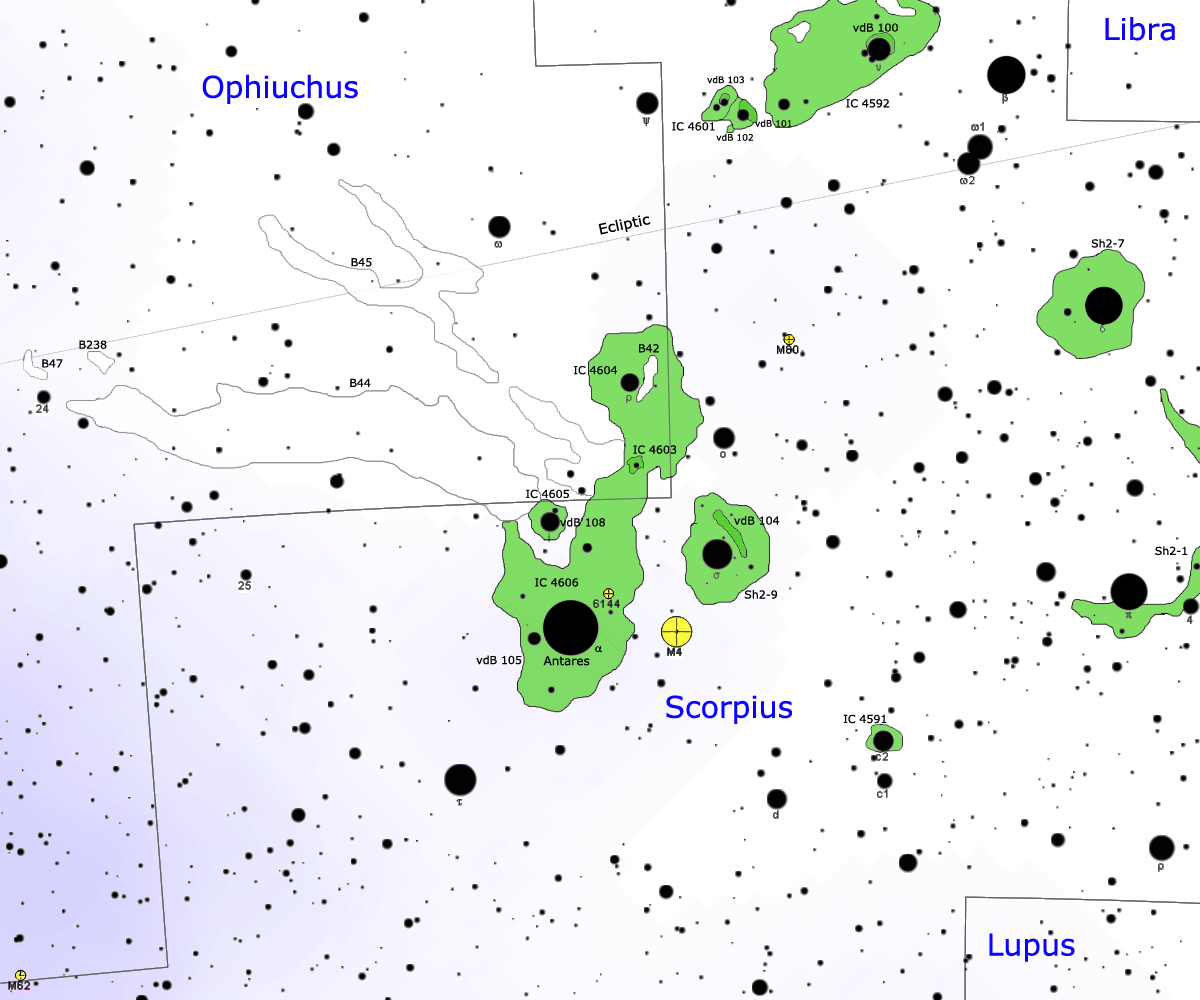
へびつかい座ρ分子雲付近の星図。

へびつかい座ρ星の周りには、大きな分子雲が広がっている。この分子雲は、へびつかい座ρ分子雲と呼ばれており、この分子雲の詳しい科学観測が始まった時、観測の基準としてへびつかい座ρ星が参照されたことによる。へびつかい座ρ分子雲は、ガスと塵でからできている星雲で、へびつかい座ρ星もまた、その分子雲の中に埋もれている。太陽系から特に近い星形成領域の一つであり、赤緯からして南北どちらの半球からでも観測できるので、全天でも特に観測が容易な星形成領域となっている。
へびつかい座ρ星は、その周囲にガスや塵が豊富にあるため、それによって恒星からの光が吸収・散乱され、恒星本来の明るさよりも暗くなってみえる。どの程度暗くなるかを表す指標となる星間減光（AV）は、へびつかい座ρ星系においては1.40等級から1.50等級と測定されている。また、ガスや塵は、波長の短い光をより散乱しやすいので、大量のガスや塵の中を透過してきた光は、実際よりも赤く見える。この星間赤化の指標となる色指数（EB-V）は、へびつかい座ρ星系では概ね0.44から0.47である。